# Dailymotion
Dailymotion è un sito web di condivisione video di proprietà della Dailymotion SA, una società anonima francese con sede a Parigi.

Logo utilizzato dal 2015 al 2023

## Descrizione
Dailymotion è al secondo posto nel mondo tra i siti del suo genere, subito dopo lo statunitense YouTube (di proprietà di Google) e davanti a Metacafe. Il sito web di Dailymotion ha circa 40 milioni di pagine viste al giorno e oltre 3 milioni di visitatori unici al giorno nel maggio 2007; inoltre, essi importano quasi 15 000 nuovi video al giorno. L'iscrizione ammonta a circa 7 milioni di utenti.
Il direttore generale, Mark Zaleski, prevede che Dailymotion sarà redditizio dal 2009 e ha annunciato un fatturato di 10 milioni di euro per il 2008. Dailymotion è dal 2009 accessibile sulla televisione grazie alla Neufbox di SFR, Livebox di Orange, Freebox e altre TV connesse.
Nel gennaio 2011, France Télécom ha annunciato un accordo per aumentare il suo capitale nella società al 49%, valorizzata a 120 milioni di euro. Nel giugno dell'anno seguente, la stessa impresa confermò la sua intenzione di prendere controllo dell'azienda con una partecipazione maggioranza in 2013.
Nel gennaio 2008 Dailymotion apre i suoi uffici a Londra, ad aprile a New York e luglio 2011 a San Francisco. Il 10 gennaio 2013, Orange SA è diventato l'unico proprietario di Dailymotion, acquisendo il 51% del capitale che non aveva ancora.

## Storia
Fondato nel marzo 2005 da Benjamin Bejbaum e Olivier Poitrey a seguito di un viaggio a New York, la società promotrice ha beneficiato fin dall'inizio del sostegno finanziario da parte di investitori individuali, per un importo di 250 000 €. Nel settembre 2006, l'organizzazione ha rivelato che la raccolta finanziaria da due fondi di investimento, Atlas Ventures e Partech International, ha consentito loro di beneficiare di 7 milioni di euro, che è stata considerata come la più alta raccolta di fondi dell'anno nel Web 2.0 francese.
Dailymotion è regolarmente al centro di polemiche per violazione del diritto d'autore. È stato oggetto di numerose cause, più di recente da TF1, che reclama decine di milioni di euro, per il furto di suoi contenuti. Il 29 ottobre 2009, si apprende che lo Stato francese entrerà nel capitale di Dailymotion attraverso il Fonds stratégique d'investissement (FSI) detenuto al 51% dalla Caisse des dépôts et consignations e al 49% dallo Stato (attraverso l'Agence des participations de l'État).

## Funzionamento
Dailymotion utilizza, come YouTube, la tecnologia HTML5 per distribuire i suoi contenuti. Si distingue comunque per l'utilizzo di un motore di codifica sviluppato internamente e per l'hosting interno dei contenuti offerti. Dailymotion conserva la stereofonia della colonna sonora dei video.
Per organizzare tutti i file, Dailymotion utilizza le categorie (chiamate «canali»), le parole chiave o ancora i gruppi. Il sito dispone anche di un motore di ricerca interno, effettuata inserendo tag o parole chiave. Gli utenti possono anche lasciare le loro impressioni sul video, grazie a un sistema di pubblicazione di commenti e dare un punteggio per ogni video. Esiste la visualizzazione SD (definizione standard), la risoluzione è di 320 × 240 pixel; in seguito è stata rinominata bassa definizione. Esisteva inoltre una visualizzazione di qualità inferiore, indicata come bassa qualità.
Da febbraio 2008, esiste la visualizzazione HD (alta definizione), la risoluzione è di 1280 × 720 pixel con una velocità di flusso da 1,58 a 1,85 Mb/s. Da ottobre 2008, esiste la visualizzazione HQ (alta qualità), la risoluzione è di 512 × 384 pixel con 30 fotogrammi al secondo. Il codec H.264 è usato per le immagini e l'AAC a 96 kb/s per il suono; in seguito è stata rinominata «Media definizione».
Nel febbraio 2009, il sito ha abbandonato il suo framework proprietario in PHP per una riqualificazione che utilizza Symfony. Nel maggio del 2009, è stata creata una versione pre-beta senza Flash Player, utilizzando tra gli altri il formato SVG, JavaScript e HTML5 per il tag <video>. Per fare qualcosa di completamente libero, i video (unicamente quelli MotionMaker e OfficialMaker) sono stati convertiti in Ogg Theora. Questi video sono accessibili agli utenti (specialmente con Firefox 3.5) in parallelo con il sito ufficiale e su openvideo.dailymotion.com.
Da dicembre 2011 è stata aggiunta la risoluzione Full HD (1920 × 1080 pixel) come formato massimo per la visualizzazione dei video. Inoltre è stata attivata la funzionalità 3D tramite anaglifo, side by side o interlacciato.
| Qualità          | Risoluzione | Formato |
| ---------------- | ----------- | ------- |
| Bassa            | 320×240     | 4:3     |
| Media            | 512×380     | 4:3     |
| Standard         | 640×480     | 4:3     |
| Standard         | 848×480     | 16:9    |
| Alta definizione | 1280×720    | 16:9    |
| Full HD          | 1920×1080   | 16:9    |

## Loghi

Logo utilizzato dal 2005 al 2015
Logo utilizzato dal 2015 al 2023
Logo in uso dal 2023